# Armand Colle
Armand Colle (Gent, 12 juni 1910 - aldaar, 25 februari 1992) was een Belgische syndicalist.

## Levensloop
In 1959 volgde Colle de overleden Adolphe Van Glabbeke op als voorzitter van de liberale vakbond ACLVB. Zelf werd hij in deze hoedanigheid in 1989 door Willy Waldack opgevolgd.